# Halectinosoma brunneum
Halectinosoma brunneum är en kräftdjursart som först beskrevs av Brady 1905.  Halectinosoma brunneum ingår i släktet Halectinosoma och familjen Ectinosomatidae. Inga underarter finns listade i Catalogue of Life.